# Francisco Velhinho Correia
Francisco Gonçalves Velhinho Correia CvC • OA • OSE (Lagos, 6 de Outubro de 1882 — 22 de Outubro de 1943) foi um professor, político e militar português.
Com passagens por Guiné-Bissau e Macau e veterano da Primeira Guerra Mundial, Velhinho Correia viria ser ministro do Comércio e ministro das Finanças.

## Biografia

### Nascimento
Francisco Gonçalves Velhinho Correia nasceu, a 6 de Outubro de 1882, no concelho de Lagos, no distrito de Faro.

### Carreira militar, profissional e política
Aos 16 anos tornou-se praça, tendo atingido pouco depois o posto de segundo sargento. No entanto, não esteve, inicialmente, interessado em seguir a carreira militar, motivo pelo qual, poucos meses depois, deixou o serviço militar para se dedicar à contabilidade numa fábrica. Após alguns meses, decidiu continuar a carreira das armas, tendo sido integrado no serviço activo.
Concluiu, em seguida, os estudos liceais para poder concorrer ao Instituto Comercial de Lisboa; após frequentar esta instituição, esteve na Escola do Exército, onde tirou o curso de Administração Militar. Depois de terminar este curso, e ainda como aspirante, foi nomeado para o posto de químico da manutenção militar. Em seguida, começou a dar explicações para o curso dos liceus, mas a sua saúde começou a mostrar sinais de debilidade, pelo que, para se curar, permaneceu em Davos, na Suíça, durante cerca de 18 meses.
O seu regresso a Portugal, então já com a patente de alferes, coincidiu com a Implantação da República Portuguesa, regime que apoiou. Ficou pouco tempo em Lisboa, tendo sido destacado para Bolama, na Guiné Portuguesa, com o posto de tenente; no entanto, foi atingido pela febre amarela, pelo que teve de regressar a Lisboa.
Após ter recuperado, tornou-se director de um jornal republicano em Macau.
Em 1917, foi voluntário na Primeira Guerra Mundial, com o posto de capitão; em 9 de abril deste ano, distinguiu-se por ter salvo, debaixo de fogo inimigo, um cofre que se encontrava à sua responsabilidade. Devido aos seus feitos durante a guerra, foi condecorado com a Medalha da Cruz de Guerra. Durante o conflito, foi ferido na face enquanto comandava um comboio automóvel. Atingiu o posto de Tenente-coronel.
Velhinho Correia foi deputado entre 1918 e 1925, no parlamento português, inicialmente por Macau e depois pelo Algarve.
Ministro do Comércio (1920) e Ministro das Finanças (1923), notabilizou-se por fazer a ligação ferroviária até Lagos e criar a Junta Autónoma do Porto de Lagos.
Na docência foi professor na Escola Superior Colonial e Escola Militar.
Velhinho Correia ainda Professor catedrático da Faculdade de Direito da Universidade de Lisboa e da Escola do Exército.
Apesar de ser membro da Maçonaria, foi procurador à Câmara Corporativa, nas três primeiras legislaturas deste órgão, desde 1935 até à sua morte, em 1943.

### Falecimento
Faleceu em 22 de Outubro de 1943.

## Homenagens

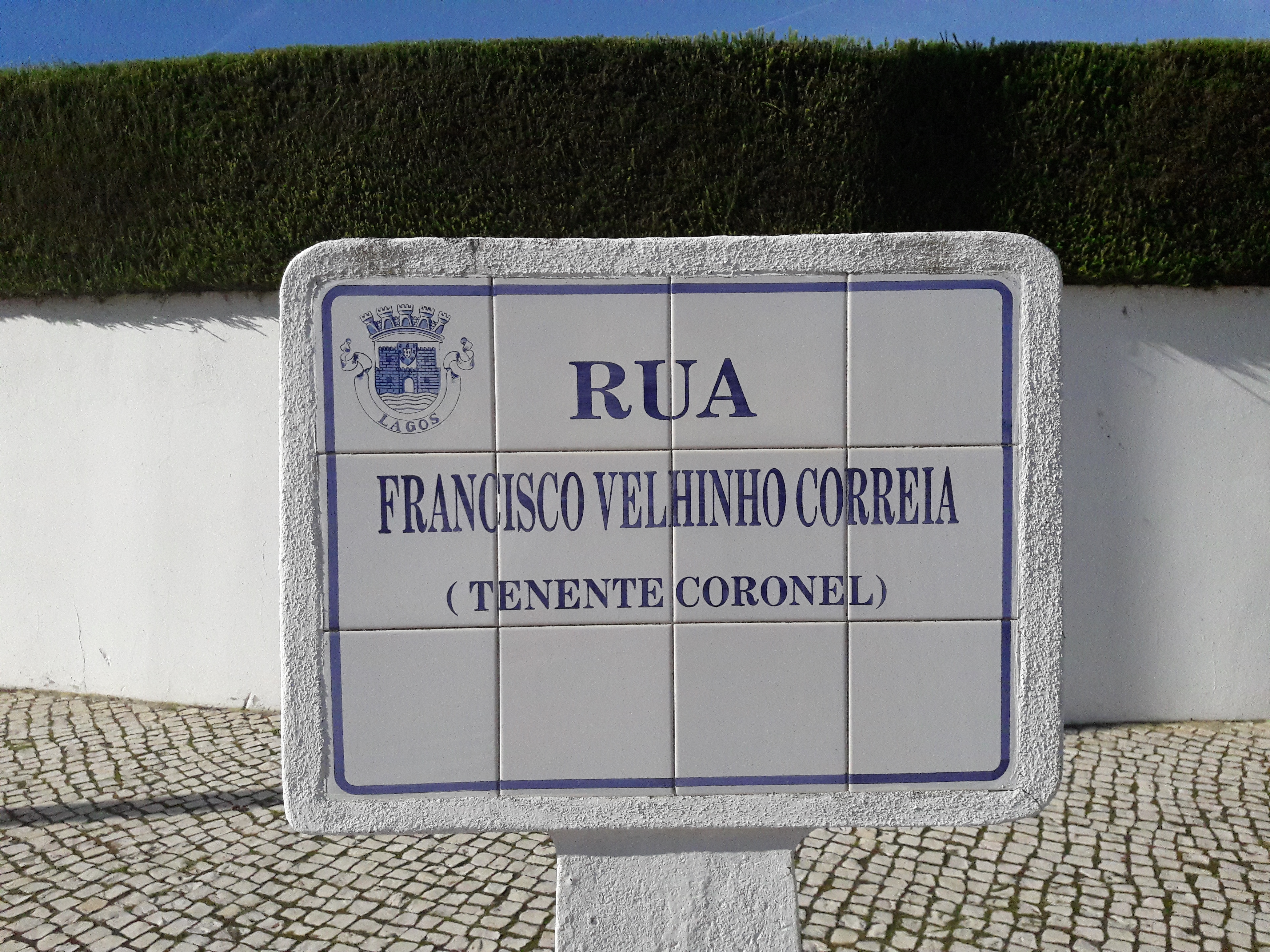
Placa toponímica da Rua Francisco Velhinho Correia, na cidade de Lagos.

Francisco Velhinho Correia foi honrado com o grau de Cavaleiro da Ordem Militar de Cristo em 28 de Junho de 1919, Oficial da Ordem Militar de Sant'Iago da Espada em 20 de Maio de 1920, e Oficial da Ordem Militar de Avis em 5 de Outubro de 1926.
Em 16 de Agosto de 2000, a Câmara Municipal de Lagos colocou o nome de Francisco Velhinho Correia numa rua da cidade.

## Obras
- Problemas económicos e coloniais: Uma carreira portuguesa de navegação para o oriente: suas influência na economia do país. Lisboa: Livraria Ferreira, 1916.
- O ensino e a educação em Portugal (1907)
- Carta aberta ao "Progresso" (1915)
- Carta Aberta: rectificação (1915)
- O ensino e a educação em Portugal (1907)